# 1919 في النمسا
فيما يلي قوائم الأحداث التي وقعت خلال عام 1919 في النمسا.

## سياسة

### تعيين في المنصب
- 26 يوليو – كارل رينر وزير خارجية النمسا [الإنجليزية]‏.

## مواليد

### فبراير
- 8 فبراير – ليوبولد نويمر لاعب كرة قدم ألماني.
- 25 فبراير – كارل بريبرام

### يونيو
- 23 يونيو – هيرمان قيمنر

### أكتوبر
- 28 أكتوبر – بيرنهارد ويكي

## وفيات

### يناير
- 8 يناير – بيتر ألتنبرج (مواليد 1859) كاتب نمساوي وشاعر.